# براوليو سالازار
براوليو سالازار (بالإسبانية: Braulio Salazar) هو رسام فنزويلي، ولد في 23 ديسمبر 1917 في بلنسية في فنزويلا، وتوفي بنفس المكان في 26 ديسمبر 2008 بسبب مرض آلزهايمر.